# Manuel Mireles Vaquera
Manuel Mireles Vaquera (* 11. Januar 1929 in Las Nieves; † 10. August 2021 in Gómez Palacio) war ein mexikanischer Geistlicher und römisch-katholischer Prälat von El Salto.

## Leben
Manuel Mireles Vaquera empfing am 29. Mai 1953 das Sakrament der Priesterweihe.
Papst Johannes Paul II. ernannte ihn am 16. Oktober 1982 zum Weihbischof in Durango und zum Titularbischof von Casae Calanae. Der Apostolische Delegat in Mexiko, Erzbischof Girolamo Prigione, spendete ihm am 7. Dezember 1982 desselben Jahres in Victoria de Durango die Bischofsweihe; Mitkonsekratoren waren Antonio López Aviña, Erzbischof von Durango, und Luis Rojas Mena, Bischof von Culiacán.
Am 28. April 1988 wurde Manuel Mireles Vaquera zum Koadjutorprälat von El Salto ernannt und nach dem Tod von Francisco Medina Ramírez OCD folgte er ihm am 13. Oktober desselben Jahres als Prälat von El Salto nach.
Am 28. September 2005 nahm Papst Benedikt XVI. seinen altersbedingten Rücktritt an.